# کلود آرابو
کلود آرابو (فرانسوی: Claude Arabo‎; ۳ اکتبر ۱۹۳۷ – ۳ ژوئیهٔ ۲۰۱۳) شمشیرباز اهل فرانسه بود.
وی در مسابقات کشوری و بین‌المللی در مجموع برندهٔ ۱ مدال نقره شده‌است.